# Цитомегаловирус
Цитомегаловирус (лат. Cytomegalovirus, CMV) — род вирусов из подсемейства бетагерпесвирусов (Betaherpesvirinae) семейства герпесвирусов (Herpesviridae). Один из видов рода — Human betaherpesvirus 5 (вирус герпеса человека 5 типа) — способен инфицировать людей, вызывая у них цитомегалию.
Научное название образовано от др.-греч. κύτος — клетка + μέγας — большой + лат. virus — яд.
Вирион диаметром 150—200 нм, покрыт замкнутым капсидом с икосаэдрической симметрией (T=16). Капсид состоит из 162 капсомеров.

## Свойства
Вирус имеет сродство к тканям слюнных желёз, что зачастую позволяет находить и локализовывать его именно там. Данный вирус, как и все вирусы герпеса, имеет свойство постоянно находиться (персистировать) в организме человека при однократном заражении, однако сам по себе он не очень заразен, поскольку для этого требуются частые и тесные контакты с носителем.
ЦМВ также весьма широко представлен в популяции, однако антитела в организме человека начинают выделяться самостоятельно. Как правило, антитела обнаруживают у 10—15 % подростков и 40 % людей от 30—35 лет.

## Геном
Герпесвирусы имеют одни из самых больших геномов среди вирусов человека, часто кодирующие сотни белков. Например, геном двухцепочечной ДНК (дцДНК) штаммов HCMV дикого типа имеет размер около 235 т.п.н. и кодирует не менее 208 белков. Таким образом, он длиннее, чем все другие вирусы герпеса человека, и является одним из самых длинных геномов среди всех вирусов человека в целом. Он имеет характерную архитектуру генома герпесвируса класса E, состоящую из двух уникальных регионов (уникальный длинный UL и уникальный короткий US), фланкированных парой инвертированных повторов (концевой / внутренний повтор длинный TRL / IRL и внутренний / концевой повтор короткий IRS / TRS). Оба набора повторов имеют общую область в несколько сотен п.о., так называемую «последовательность»; другие области повторов иногда называют «последовательностью b» и «последовательностью c».

## История
Цитомегаловирус был впервые обнаружен немецким патологом Хьюго Риббертом в 1881 году, когда он заметил увеличенные клетки с увеличенными ядрами, присутствующими в клетках младенца. Спустя годы, между 1956 и 1957 годами, Томас Хакл Веллер вместе со Смитом и Роу независимо изолировали вирус, впоследствии известный как «цитомегаловирус». В 1990 году был опубликован первый проект генома цитомегаловируса человека, крупнейшего последовательного генома, секвенированного на тот момент.

## Классификация
По данным Международного комитета по таксономии вирусов (ICTV), на май 2016 г. в род включают 8 видов:
- Aotine betaherpesvirus 1 [syn. Aotine herpesvirus 1]
- Cebine betaherpesvirus 1 [syn. Cebine herpesvirus 1]
- Cercopithecine betaherpesvirus 5 [syn. Cercopithecine herpesvirus 5]
- Human betaherpesvirus 5 typus — Вирус герпеса человека 5 типа
- Macacine betaherpesvirus 3 [syn. Macacine herpesvirus 3]
- Panine betaherpesvirus 2 [syn. Panine herpesvirus 2] — Вирус пузырчатого лишая шимпанзе 2
- Papiine betaherpesvirus 3 [syn. Papiine herpesvirus 3]
- Saimiriine betaherpesvirus 4 [syn. Saimiriine herpesvirus 4]

## Цитомегаловирусная инфекция

### Заражение
Заражение ЦМВ происходит:
- воздушно-капельным путём, а также через слюну при поцелуях;
- половым путём — при контакте со спермой и слизистой влагалища;
- при переливании крови;
- при родах и во время пребывания ребёнка в утробе в процессе беременности;
- через молоко матери при грудном кормлении ребёнка.

### Клинические проявления
В здоровом организме вирус никак себя не проявляет, но может быть смертельно опасен для людей с иммунодефицитами: для ВИЧ-инфицированных, реципиентов трансплантатов, новорождённых.
У восприимчивых людей срок от 20 до 60 дней считается инкубационным для ЦМВ, тогда как острая фаза заболевания длится от 2 до 6 недель. При этом проявляются: повышение температуры тела, признаки общей интоксикации, слабость, ознобы, головные боли, боли в мышцах, явления бронхита. Впоследствии под действием вируса происходит перестройка иммунной системы организма, готовящейся к отражению атаки. Однако в случае нехватки сил организма острая фаза переходит в более спокойную форму, когда зачастую проявляются сосудисто-вегетативные расстройства, а также поражения внутренних органов. В данном случае возможны три проявления заболевания:
- ОРВИ (острая респираторная вирусная инфекция) — в данном случае представлены все симптомы ОРВИ — слабость, общее недомогание, быстрая утомляемость, немного повышенная температура тела, головные боли, насморк, увеличение и воспаление слюнных желёз, белесоватые налёты на языке и дёснах; иногда возможно наличие воспалённых миндалин.
- генерализованная форма — поражение ЦМВ внутренних органов (воспаление печеночной ткани, надпочечников, почек, селезёнки, поджелудочной железы). Данные поражения органов могут стать причиной бронхита, пневмонии, что ещё более ухудшает состояние и оказывает повышенное давление на иммунную систему. При этом лечение антибиотиками оказывается менее эффективным, нежели при обычном протекании бронхита и/или пневмонии. Вместе с тем может наблюдаться уменьшение тромбоцитов в периферийной крови, поражение стенок кишечника, сосудов глазного яблока, головного мозга и нервной системы. Внешне проявляется, в дополнении к увеличенным слюнным железам, кожной сыпью.
- поражение органов мочеполовой/мочевыводящей системы — проявляется в виде неспецифического и периодического воспаления. При этом, как и в случае бронхита и пневмонии, воспаления плохо поддаются лечению традиционными для данного локального заболевания антибиотиками.

Также в случае заражения беременной женщины возможна патология плода, когда плод заражается поступившим в кровь извне ЦМВ, что приводит к невынашиванию плода (одна из наиболее частых причин). Также возможна активизация латентной формы вируса, заражающего плод через кровь матери. Заражение приводит либо к гибели ребёнка в утробе/после родов, либо к поражению нервной системы и головного мозга, что проявляется в различных психологических и физических заболеваниях.
Особое внимание необходимо уделять ЦМВ и у плода (внутриутробная цитомегаловирусная инфекция), у новорождённого и детей раннего возраста. Важным фактором является гестационный период заражения, а также тот факт, наступило ли заражение беременной впервые или произошла реактивация инфекции — во втором случае вероятность инфицирования плода и развития тяжёлых осложнений существенно ниже.
Цитомегаловирус является одним из факторов, вызывающих развитие влажной макулодистрофии.

### Диагностика
Цитомегаловирус диагностируют при помощи следующих методов:
- выявление специфических антител в сыворотке крови (иммуноферментный анализ);
- ПЦР (полимеразная цепная реакция);
- посев на культуре клеток;
- Цитологическое исследование (обнаружение специфических для цитомегаловируса гигантских клеток).

### Лечение
Лечение вируса имеет общий характер, когда требуется укрепление иммунной системы человека для противостояния развитию заболевания даже в случае заражения. Для противовирусной терапии применяются препараты, эффективные против различных типов герпесвирусов — ганцикловир, валганцикловир, валацикловир, марибавир.
Также лечение антибиотиками сопутствующих заболеваний в комплексе с противовирусной и общеукрепляющей терапией позволяет излечиться или вывести вирус в латентную (неактивную) форму, когда деятельность вируса контролируется иммунной системой человека.

### Генотерапия
Обнадёживающие результаты продемонстрированы при лечении человеческих клеток линии Vero, а также животных от герпесвирусов типа 1 (вирус простого герпеса, HSV-1), типа 4 (вирус Эпштейна — Барр, EBV) и типа 5 (цитомегаловирус человека, HCMV) методом CRISPR/Cas9. Для некоторых участков их ДНК были созданы направляющие молекулы РНК, благодаря которым нуклеазы Cas9 способны распознавать их в геноме хозяина и разрезать. Эксперименты показали, что разрез в одном участке вирусной ДНК снижает число заражённых клеток примерно вдвое, а два разреза приводят к почти полному удалению вирусов.

### Профилактика
Цитомегаловирусная инфекция особенно опасна для плода на ранних сроках развития, по этой причине разработка вакцины ориентирована прежде всего на защиту беременных женщин.
По состоянию на 2009 год эффективность вакцины составила не более 50 %, то есть половина вакцинированных оказались впоследствии заражены цитомегаловирусом.

### Эпидемиология
HCMV обнаружен практически во всех точках земного шара и распространён среди всех социоэкономических групп, им, например, инфицированы около 50—80 % населения США, о чём свидетельствует наличие антител среди большей части населения.
По данным серологических тестов 58,9 % лиц в возрасте от 6 лет и старше инфицированы ЦМВ. В группе 80 лет и старше сероположительными являются 90,8 % популяции.
Инфекция HCMV наиболее распространена в развивающихся странах и сообществах с низким социоэкономическим статусом, и представляет собой наиболее частую причину врождённых дефектов, вызванных вирусами.

## Жизненный цикл
Репликация вируса является ядерной и лизогенной. Проникновение в хозяйскую клетку достигается прикреплением вирусных гликопротеинов к рецепторам хозяина, что опосредует эндоцитоз. Репликация следует модели двунаправленной репликации дцДНК. ДНК-шаблонная транскрипция с некоторым альтернативным механизмом сплайсинга — это метод транскрипции. Перевод происходит методом дырявого сканирования. Вирус покидает клетку-хозяина путем выхода ядра и отпочкования. Естественными хозяевами служат люди и обезьяны. Пути передачи зависят от контакта с жидкостями организма (такими как слюна, моча и генитальные выделения) инфицированного человека.

## Использование
Промотор цитомегаловируса используется в генной инженерии для коститутивной экспрессии генов.